# Culicia rubeola
Culicia rubeola is een rifkoralensoort uit de familie van de Rhizangiidae. De wetenschappelijke naam van de soort is voor het eerst geldig gepubliceerd in 1833 door Quoy & Gaimard.